# 格拉漢姆·祖西
格拉漢姆·祖西（英語：Graham Zusi；1986年8月18日—）是一位美國足球運動員。在場上的位置是中場。他也代表美國國家足球隊參賽，並且參加了2014年世界杯足球賽。